# 20.ª etapa del Giro de Italia 2023
La 20.ª etapa del Giro de Italia 2023 tuvo lugar el 27 de mayo de 2023 y consistió en una cronoescalada individual con inicio en la localidad de Tarvisio y final en Monte Lussari sobre un recorrido de 18,6 km. Esta fue ganada por el esloveno Primož Roglič del equipo Jumbo-Visma, quien se hizo además con el liderato de la prueba.

## Clasificación de la etapa
| Tarvisio - Monte Lussari | cronoescalada | (18,6 km) |

| \| Clasificación de la etapa \| Clasificación de la etapa \| Clasificación de la etapa \| Clasificación de la etapa \| Clasificación de la etapa \| \| Ciclista \| Ciclista \| Equipo \| Tiempo \| \| \| ------------------------- \| ------------------------- \| ------------------------- \| ------------------------- \| ------------------------- \| \| 1.º \| Primož Roglič \| Jumbo-Visma \| 44 min 23 s \| \| \| 2.º \| Geraint Thomas \| Ineos Grenadiers \| + 40 s \| \| \| 3.º \| João Almeida \| UAE Team Emirates \| + 42 s \| \| \| 4.º \| Damiano Caruso \| Bahrain Victorious \| + 55 s \| \| \| 5.º \| Thibaut Pinot \| Groupama-FDJ \| + 59 s \| \| \| 6.º \| Sepp Kuss \| Jumbo-Visma \| + 1 min 05 s \| \| \| 7.º \| Brandon McNulty \| UAE Team Emirates \| + 1 min 07 s \| \| \| 8.º \| Thymen Arensman \| Ineos Grenadiers \| + 1 min 18 s \| \| \| 9.º \| Andreas Leknessund \| Team DSM \| + 1 min 49 s \| \| \| 10.º \| Jay Vine \| UAE Team Emirates \| + 1 min 53 s \| \| |                    |                    |              |
| |                    |                    |              |
| Fuente: ProCyclingStats |                    |                    |              |
| Clasificación de la etapa |                    |                    |              |
| Ciclista | Ciclista           | Equipo             | Tiempo       |
| 1.º | Primož Roglič      | Jumbo-Visma        | 44 min 23 s  |
| 2.º | Geraint Thomas     | Ineos Grenadiers   | + 40 s       |
| 3.º | João Almeida       | UAE Team Emirates  | + 42 s       |
| 4.º | Damiano Caruso     | Bahrain Victorious | + 55 s       |
| 5.º | Thibaut Pinot      | Groupama-FDJ       | + 59 s       |
| 6.º | Sepp Kuss          | Jumbo-Visma        | + 1 min 05 s |
| 7.º | Brandon McNulty    | UAE Team Emirates  | + 1 min 07 s |
| 8.º | Thymen Arensman    | Ineos Grenadiers   | + 1 min 18 s |
| 9.º | Andreas Leknessund | Team DSM           | + 1 min 49 s |
| 10.º | Jay Vine           | UAE Team Emirates  | + 1 min 53 s |

## Clasificaciones al final de la etapa

### Clasificación general(Maglia Rosa)
| \| Clasificación general \| Clasificación general \| Clasificación general \| Clasificación general \| Clasificación general \| \| Ciclista \| Ciclista \| Equipo \| Tiempo \| \| \| --------------------- \| --------------------- \| --------------------- \| --------------------- \| --------------------- \| \| 1.º \| Primož Roglič \| Jumbo-Visma \| 82 h 40 min 36 s \| \| \| 2.º \| Geraint Thomas \| Ineos Grenadiers \| + 14 s \| \| \| 3.º \| João Almeida \| UAE Team Emirates \| + 1 min 15 s \| \| \| 4.º \| Damiano Caruso \| Bahrain Victorious \| + 4 min 40 s \| \| \| 5.º \| Thibaut Pinot \| Groupama-FDJ \| + 5 min 43 s \| \| \| 6.º \| Thymen Arensman \| Ineos Grenadiers \| + 6 min 05 s \| \| \| 7.º \| Edward Dunbar \| Team Jayco AlUla \| + 7 min 30 s \| \| \| 8.º \| Andreas Leknessund \| Team DSM \| + 7 min 31 s \| \| \| 9.º \| Lennard Kämna \| Bora-Hansgrohe \| + 7 min 46 s \| \| \| 10.º \| Laurens De Plus \| Ineos Grenadiers \| + 9 min 08 s \| \| |                    |                    |                  |
| |                    |                    |                  |
| Fuente: ProCyclingStats |                    |                    |                  |
| Clasificación general |                    |                    |                  |
| Ciclista | Ciclista           | Equipo             | Tiempo           |
| 1.º | Primož Roglič      | Jumbo-Visma        | 82 h 40 min 36 s |
| 2.º | Geraint Thomas     | Ineos Grenadiers   | + 14 s           |
| 3.º | João Almeida       | UAE Team Emirates  | + 1 min 15 s     |
| 4.º | Damiano Caruso     | Bahrain Victorious | + 4 min 40 s     |
| 5.º | Thibaut Pinot      | Groupama-FDJ       | + 5 min 43 s     |
| 6.º | Thymen Arensman    | Ineos Grenadiers   | + 6 min 05 s     |
| 7.º | Edward Dunbar      | Team Jayco AlUla   | + 7 min 30 s     |
| 8.º | Andreas Leknessund | Team DSM           | + 7 min 31 s     |
| 9.º | Lennard Kämna      | Bora-Hansgrohe     | + 7 min 46 s     |
| 10.º | Laurens De Plus    | Ineos Grenadiers   | + 9 min 08 s     |

### Clasificación por puntos(Maglia Ciclamino)
| Clasificación por puntos | Clasificación por puntos | Clasificación por puntos | Clasificación por puntos | Clasificación por puntos |
| Ciclista                 | Ciclista                 | Equipo                   | Puntos                   |                          |
| ------------------------ | ------------------------ | ------------------------ | ------------------------ | ------------------------ |
| 1.º                      | Jonathan Milan           | Bahrain Victorious       | 215 pts                  |                          |
| 2.º                      | Derek Gee                | Israel-Premier Tech      | 160 pts                  |                          |
| 3.º                      | Pascal Ackermann         | UAE Team Emirates        | 95 pts                   |                          |
| 4.º                      | Michael Matthews         | Team Jayco AlUla         | 93 pts                   |                          |
| 5.º                      | Toms Skujiņš             | Trek-Segafredo           | 79 pts                   |                          |
| 6.º                      | Nico Denz                | Bora-Hansgrohe           | 77 pts                   |                          |
| 7.º                      | Magnus Cort              | EF Education-EasyPost    | 68 pts                   |                          |
| 8.º                      | Primož Roglič            | Jumbo-Visma              | 56 pts                   |                          |
| 9.º                      | Marius Mayrhofer         | Team DSM                 | 53 pts                   |                          |
| 10.º                     | Geraint Thomas           | Ineos Grenadiers         | 53 pts                   |                          |

### Clasificación de la montaña(Maglia Azzurra)
| Clasificación de la montaña | Clasificación de la montaña | Clasificación de la montaña        | Clasificación de la montaña | Clasificación de la montaña |
| Ciclista                    | Ciclista                    | Equipo                             | Puntos                      |                             |
| --------------------------- | --------------------------- | ---------------------------------- | --------------------------- | --------------------------- |
| 1.º                         | Thibaut Pinot               | Groupama-FDJ                       | 237 pts                     |                             |
| 2.º                         | Derek Gee                   | Israel-Premier Tech                | 200 pts                     |                             |
| 3.º                         | Ben Healy                   | EF Education-EasyPost              | 164 pts                     |                             |
| 4.º                         | Davide Bais                 | Eolo-Kometa                        | 144 pts                     |                             |
| 5.º                         | Einer Rubio                 | Movistar Team                      | 118 pts                     |                             |
| 6.º                         | Primož Roglič               | Jumbo-Visma                        | 86 pts                      |                             |
| 7.º                         | Santiago Buitrago           | Bahrain Victorious                 | 82 pts                      |                             |
| 8.º                         | Davide Gabburo              | Green Project-Bardiani CSF-Faizanè | 69 pts                      |                             |
| 9.º                         | João Almeida                | UAE Team Emirates                  | 67 pts                      |                             |
| 10.º                        | Aurélien Paret-Peintre      | AG2R Citroën Team                  | 56 pts                      |                             |

### Clasificación de los jóvenes(Maglia Bianca)
| Clasificación del mejor joven | Clasificación del mejor joven | Clasificación del mejor joven | Clasificación del mejor joven | Clasificación del mejor joven |
| Ciclista                      | Ciclista                      | Equipo                        | Tiempo                        |                               |
| ----------------------------- | ----------------------------- | ----------------------------- | ----------------------------- | ----------------------------- |
| 1.º                           | João Almeida                  | UAE Team Emirates             | 82 h 41 min 51 s              |                               |
| 2.º                           | Thymen Arensman               | Ineos Grenadiers              | + 4 min 50 s                  |                               |
| 3.º                           | Andreas Leknessund            | Team DSM                      | + 6 min 16 s                  |                               |
| 4.º                           | Einer Rubio                   | Movistar Team                 | + 9 min 28 s                  |                               |
| 5.º                           | Ilan Van Wilder               | Soudal Quick-Step             | + 10 min 43 s                 |                               |
| 6.º                           | Santiago Buitrago             | Bahrain Victorious            | + 11 min 06 s                 |                               |
| 7.º                           | Filippo Zana                  | Team Jayco AlUla              | + 32 min 07 s                 |                               |
| 8.º                           | Laurens Huys                  | Intermarché-Circus-Wanty      | + 51 min 03 s                 |                               |
| 9.º                           | Brandon McNulty               | UAE Team Emirates             | + 1 h 06 min 28 s             |                               |
| 10.º                          | Marco Frigo                   | Israel-Premier Tech           | + 1 h 23 min 21 s             |                               |

### Clasificación por equipos"Súper team"
| Clasificación por equipos | Clasificación por equipos | Clasificación por equipos | Clasificación por equipos |
| Equipo                    | Equipo                    | Tiempo                    |                           |
| ------------------------- | ------------------------- | ------------------------- | ------------------------- |
| 1.º                       | Bahrain Victorious        | 247 h 56 min 00 s         |                           |
| 2.º                       | Ineos Grenadiers          | + 16 min 22 s             |                           |
| 3.º                       | Jumbo-Visma               | + 30 min 40 s             |                           |
| 4.º                       | UAE Team Emirates         | + 51 min 53 s             |                           |
| 5.º                       | AG2R Citroën Team         | + 1 h 21 min 30 s         |                           |
| 6.º                       | Bora-Hansgrohe            | + 1 h 25 min 31 s         |                           |
| 7.º                       | Astana Qazaqstan Team     | + 1 h 31 min 44 s         |                           |
| 8.º                       | Team Jayco AlUla          | + 1 h 32 min 51 s         |                           |
| 9.º                       | Israel-Premier Tech       | + 1 h 51 min 54 s         |                           |
| 10.º                      | EF Education-EasyPost     | + 2 h 16 min 51 s         |                           |

## Abandonos
Ninguno.